# Comuna Măgureni, Prahova
Măgureni este o comună în județul Prahova, Muntenia, România, formată din satele Cocorăștii Caplii, Lunca Prahovei și Măgureni (reședința).

## Așezare
Comuna este situată în vestul județului între râul Provița și râul Prahova, la limita cu județul Dâmbovița, la o distanță de 29 km de Ploiești (reședința de județ) și 12 km de Câmpina (al doilea municipiu din județ ca mărime). Relieful este predominant șes, înconjurat de mici dealuri, majoritatea împădurite; cea mai înaltă culme din comună este vârful Teișului, aflat la nord-vest.
Teritoriul comunei este traversat de șoseaua județeană DJ101P, care duce către nord la Poiana Câmpina; și spre sud la Florești și Filipeștii de Târg (unde se termină în DN72). DJ145 pornește din acest drum în comuna vecină Florești și deservește doar satul Măgureni. Cea mai apropiată gară este Florești Prahova, aflată la 6 km de centrul comunei, pe calea ferată Ploiești-Brașov.

## Demografie
Componența etnică a comunei Măgureni
     Români (92,51%)
     Alte etnii (0,05%)
     Necunoscută (7,44%)
Componența confesională a comunei Măgureni
     Ortodocși (89,41%)
     Adventiști (1,74%)
     Alte religii (0,7%)
     Necunoscută (8,14%)
Conform recensământului efectuat în 2021, populația comunei Măgureni se ridică la 5.674 de locuitori, în scădere față de recensământul anterior din 2011, când fuseseră înregistrați 5.777 de locuitori. Majoritatea locuitorilor sunt români (92,51%), iar pentru 7,44% nu se cunoaște apartenența etnică. Din punct de vedere confesional, majoritatea locuitorilor sunt ortodocși (89,41%), cu o minoritate de adventiști (1,74%), iar pentru 8,14% nu se cunoaște apartenența confesională.

## Politică și administrație
Comuna Măgureni este administrată de un primar și un consiliu local compus din 15 consilieri. Primarul, Gheorghe Iordache[*], de la Partidul Social Democrat, este în funcție din 2014. Începând cu alegerile locale din 2024, consiliul local are următoarea componență pe partide politice:
|  | Partid                          | Consilieri | Componența Consiliului | Componența Consiliului | Componența Consiliului | Componența Consiliului | Componența Consiliului | Componența Consiliului | Componența Consiliului | Componența Consiliului |
|  | ------------------------------- | ---------- | ---------------------- | ---------------------- | ---------------------- | ---------------------- | ---------------------- | ---------------------- | ---------------------- | ---------------------- |
|  | Partidul Social Democrat        | 8          |                        |                        |                        |                        |                        |                        |                        |                        |
|  | Partidul Național Liberal       | 6          |                        |                        |                        |                        |                        |                        |                        |                        |
|  | Alianța pentru Unirea Românilor | 1          |                        |                        |                        |                        |                        |                        |                        |                        |

## Denumirea localității
Numele de Măgureni derivă din cuvântul măgură, care desemnează o formă de relief bine diferențiată față de mediul înconjurător, obținută din acțiunea apelor curgătoare asupra unor culmi deluroase sau muntoase, ridicătură de pământ din regiunile de câmpie sau de podișuri, mai mică decât dealul.

## Istorie
În 1835, localitatea Măgureni avea rang de comună și era constituită din cătunele: Măgureni, Măgurenii Banului și Măgureni Stolnici.
La sfârșitul secolului al XIX-lea, comuna avea, pe lângă satele actuale (Măgureni,Lunca Prahovei și Cocorăștii Caplii), și satul Novăcești, se afla în plasa Filipești a județului Prahova și avea 2590 de locuitori. În comună se afla o școală datând de la jumătatea secolului și în care învățau 95 de elevi (din care 30 de fete); și două biserici ortodoxe — una în Măgureni, ctitorită de Păuna Spătăreasa la 1671 și una fondată de Grigore Caribolu în Cocorăștii Caplii la 1826. Anuarul Socec din 1925 consemnează comuna în aceeași plasă și cu aceeași componență, având o populație de 3232 de locuitori.
În 1950, comuna a fost arondată raionului Câmpina din regiunea Prahova și apoi (după 1952) din regiunea Ploiești. În 1964, satul Păroasa a primit numele de Lunca Prahovei. În 1968 comuna a revenit la reînființatul județ Prahova, satul Novăcești trecând la comuna Florești.

## Monumente istorice
În comuna Măgureni se află două monumente istorice de arhitectură de interes național, ambele aflate în satul Măgureni — biserica „Sfânta Treime” (1671–1674, refăcută la mijlocul secolului al XIX-lea, în 1839 și 1995) și ruinele conacului Drăghici Cantacuzino (1663–1670).

## Personalități născute aici
- Justin Capră (1933 – 2015), inventator, inginer.